# Herzogtum Bielitz

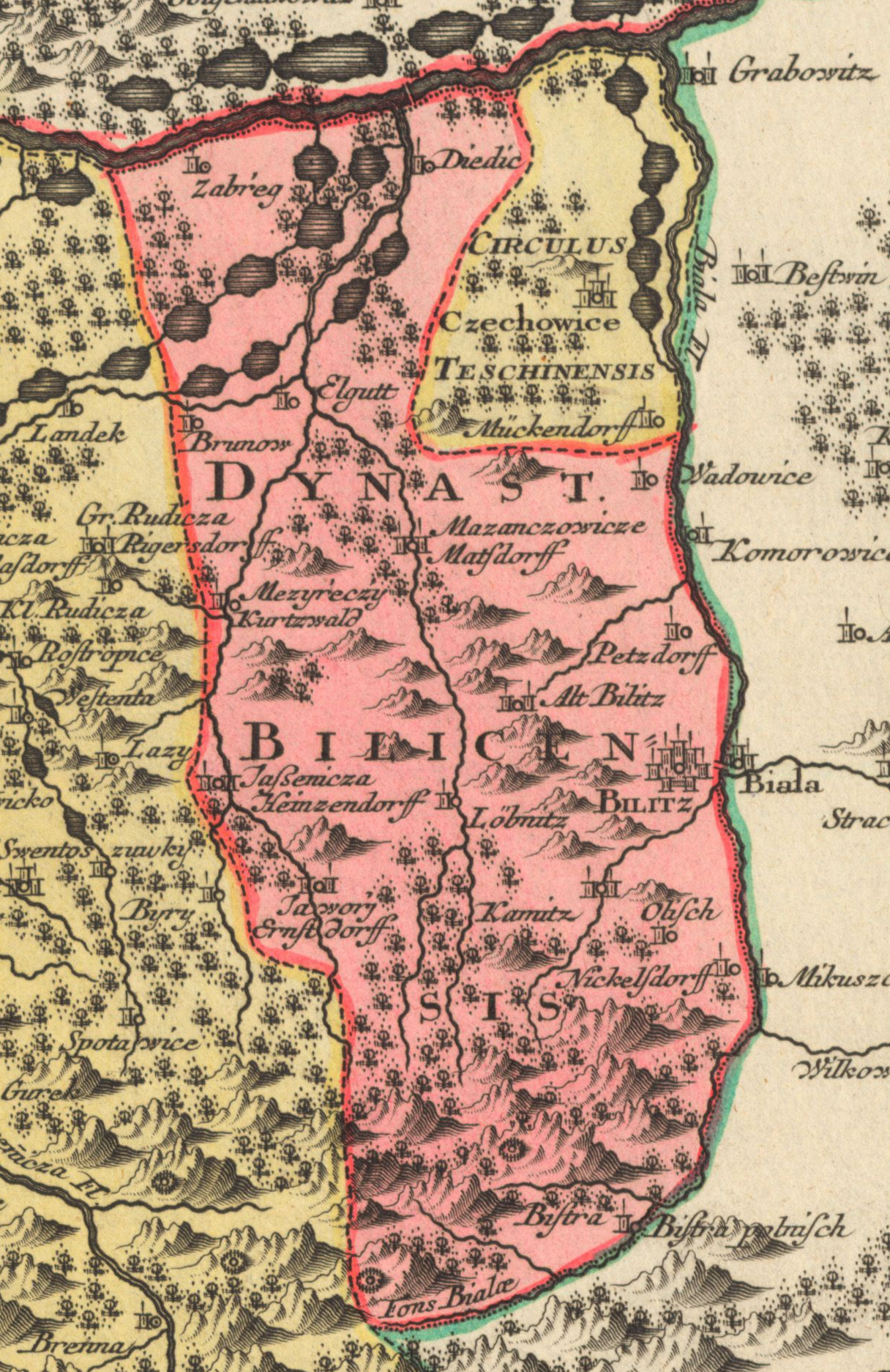
Landkarte Herzogtum Bielitz (erste Hälfte vom 18. Jahrhundert)

Das Herzogtum Bielitz (polnisch Księstwo Bielskie, tschechisch Bílské knížectví, lateinisch Ducatus Bilicensis), dessen Gebiet zunächst zum Herzogtum Teschen gehörte, wurde zweimal für jeweils einige Jahre von diesem ausgegliedert und 1572 als Minderstandesherrschaft verkauft. 1751 wurde es zur Freien Standesherrschaft, 1752 zum Fürstentum und 1754 zum Herzogtum erhoben. Residenzort war die gleichnamige Stadt Bielitz (heute Bielsko-Biała in der Woiwodschaft Schlesien in Polen).

## Geschichte
Das Gebiet von Bielitz gehörte ursprünglich zum Herzogtum Ratibor-Oppeln. Bei dessen Teilung nach dem Tod des Herzogs Wladislaus I. gelangte es 1281 an das Herzogtum Teschen, dessen erster regierender Herzog Wladislaus’ Sohn Mesko I. war. Zusammen mit dem Herzogtum Teschen gelangte es 1327 als ein Lehen an die Krone Böhmen.
Erstmals ausgegliedert wurde Bielitz zu einer eigenständigen Herrschaft, als es nach dem Tod des Herzogs Boleslaus I., der 1431 starb, von dessen Witwe Eufemia, die die Regentschaft bis 1442 ausübte, an ihren Sohn Herzog Wenzel I. übertragen wurde. Nach seinem Tod 1474 wurde Bielitz wieder mit dem Herzogtum Teschen verbunden.
Zu einer weiteren Ausgliederung von Teschen kam es 1560, als Bielitz zusammen mit Freistadt und Friedek von Herzog Wenzel III. Adam noch zu seinen Lebzeiten an seinen Sohn Friedrich Kasimir übertragen wurde. Nach dessen Tod 1571 wurde die verschuldete Herrschaft 1572 mit Zustimmung des Kaisers Maximilian II. als eine Minderstandesherrschaft an Karl von Promnitz auf Pless verkauft. Die neue Standesherrschaft umfasste die Stadt Bielitz und achtzehn Dörfer: Alt Bielitz, Braunau, Bistrai, Dziedzitz, Heinzendorf, Ernsdorf, Kamitz, Batzdorf, Ellgoth, Matzdorf, Ober Kurzwald, Nieder Kurzwald, Nikelsdorf, Mościska (heute ein Weiler von Zabrzeg), Ober und Nieder Ohlisch, Lobnitz sowie Zabrzeg.

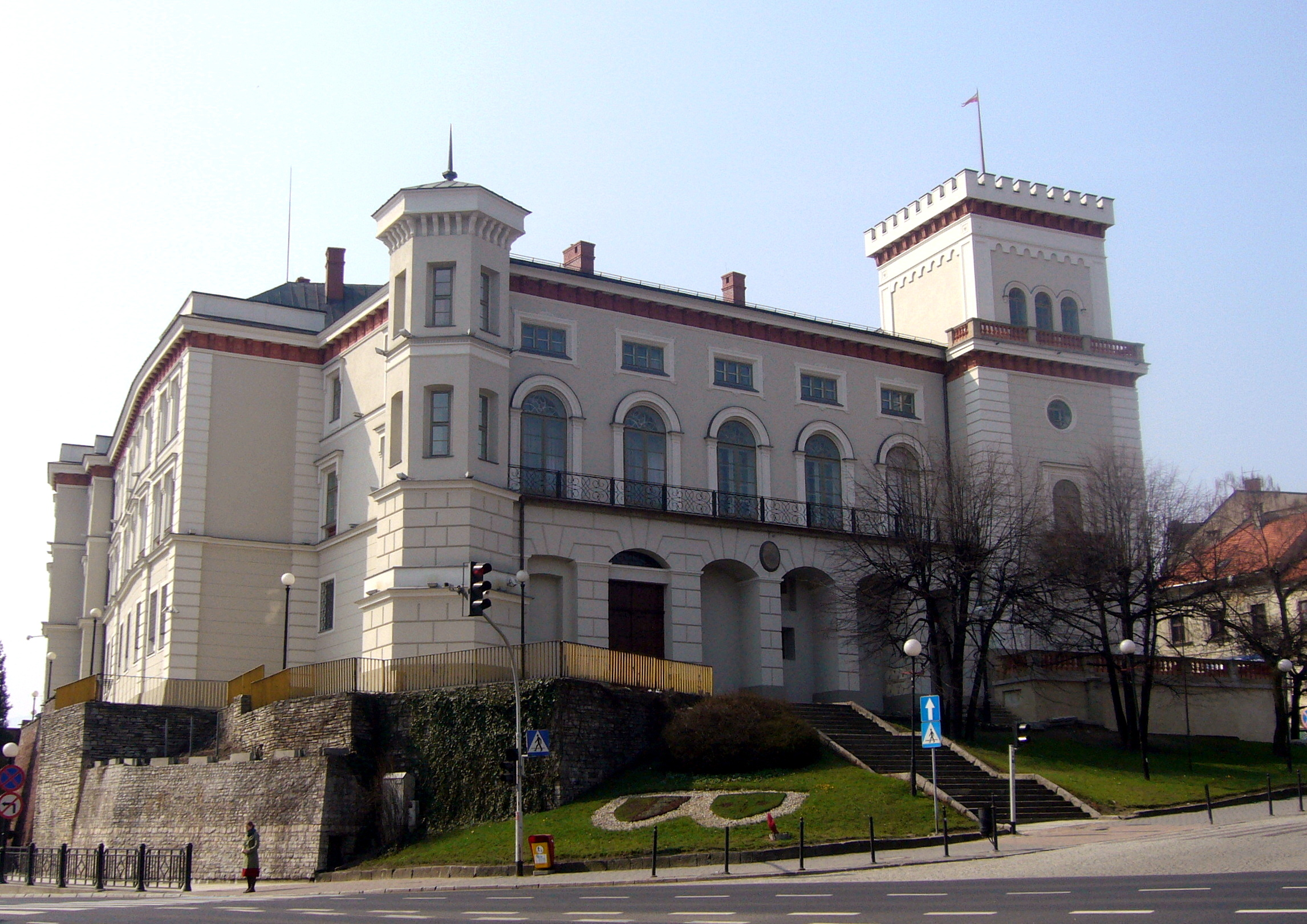
Schloss Bielitz nach dem Umbau durch die Familie Sułkowski

Nach dem Ersten Schlesischen Krieg 1742 verblieb Bielitz bei Böhmen und gehörte zum Landesteil Österreichisch-Schlesien. 1752 wurde es von Friedrich Wilhelm von Haugwitz erworben und von Erzherzogin Maria Theresia in ihrer Eigenschaft als Königin von Böhmen zur Freien Standesherrschaft erhoben. 1752 wurde Bielitz vom polnischen Magnaten Aleksander Józef Sułkowski erworben. Er erhielt im selben Jahr von Kaiser Franz I. den Titel eines Herzogs. Gleichzeitig wurde die Freie Standesherrschaft Bielitz zum Fürstentum und 1754 zum Herzogtum erhoben. Das Herzogtum Bielitz bestand bis 1849. 1920 fiel sein Gebiet an Polen.